# Borbély Alexandra
Borbély Alexandra (Nyitra, 1986. szeptember 4. –) Jászai Mari-díjas magyar színésznő.

## Életpályája
Gyermekkorát Szlovákiában, a Nyitra mellett található Nagycétényben töltötte. A komáromi Selye János Gimnáziumban érettségizett. Felvételizett a Pozsonyi Színművészeti Főiskolára is, de végül mégis Budapest mellett döntött. Mielőtt felvették volna az egyetemre, egy évet töltött stúdiósként a Nemzeti Színházban, ahova Jordán Tamás hívta. 2012-ben végzett a Színház- és Filmművészeti Egyetemen. 2012-től a Katona József Színház társulatának tagja. 2017-ben, Berlinben elnyerte az Európai Filmakadémia legjobb európai színésznőnek járó díját a Testről és lélekről című filmben nyújtott alakításáért.

### Magánélete
Férje Nagy Ervin, akivel 2021-ben házasodtak össze. 2022 júniusában jelentették be, hogy ikreket várnak. 2022 októberében megszületett két kislányukː Franciska és Elza.

## Színházi szerepeiből
A Színházi adattárban regisztrált bemutatóinak száma: 33 (2017. július 16.)
- Alfred Döblin: Berlin, Alexanderplatz (bemutató: 2018. március 10.) Katona József Színház
- Lengyel Nagy Anna: Élet.történetek.hu - Pirs Bella (bemutató: 2017. október 28.) Orlai Produkciós Iroda
- Denis Diderot: Az apáca (bemutató: 2017. október 18.)
- Bertold Brecht: A kaukázusi krétakör (bemutató: 2017. május 26.) Kamra előadása
- Frances Ya-Chu Cowing: A tökéletes boldogság (bemutató: 2017. március 11.) Katona József Színház
- William Shakespeare: Ahogy tetszik (bemutató: 2016. március 18.) Kamra előadása
- Ivan Viripajev: Részegek (bemutató: 2015. december 19.) Kamra előadása
- Sarkadi Imre: Oszlopos Simeon (bemutató: 2015. október 16.) Kamra előadása
- Hunyady Sándor: Megszűntem önnel törődni (bemutató: 2015 október) Óbudai Társkör
- Borbély Szilárd: Az olaszliszkai (bemutató: 2015. október 9.) Katona József Színház
- Mary Orr: Mindent éváról (bemutató: 2015. szeptember 11.) Orlai Produkciós iroda
- Joel Pommerat: A két Korea újraegyesítése (bemutató: 2014. október 17.) Katona József Szín.
- Textúra2014 (bemutató: 2014. szeptember 25.) Szépművészeti Múzeum előadása
- Bohumil Hrabal: Szigorúan ellenőrzött vonatok (bemutató: 2014) Felolvasószínház
- Rubin Szilárd: Ahol a farkas is jó (bemutató: 2014. február 14.) Kamra előadása
- Robert Merle: Üvegfal mögött (bemutató: 2013. november 28.) Katona József színház
- Caryl Churchill: Az iglic (bemutató: 2013. október 18.) Katona József Színház
- Elmentek - Notóriusok 30.2 (bemutató: 2013. február 12.) Kamra előadása
- Kerékgyártó István: Rükverc (bemutató: 2013. január 25.) Kamra előadása
- Radnai Márk: Meanwhile in Kansas (bemutató: 2013. január 10.) 011-Alkotócsoport előadása
- Eleje - Notóriusok 30.1 (bemutató: 2012. november 15.) Kamra előadása
- Pinokkió (bemutató: 2012. október 19.) Katona József Színház
- Katona 30 est (bemutató: 2012. október 15.) Katona József Színház
- Kovács Dániel: Virágos Magyarország (bemutató: 2012.04.26.) Kamra előadása
- Helmut Krausser: Bőrpofa a VRRRRRüMM láncfűrésszel (bemutató: 2012.01.7.) Kamra
- Bessenyei György: A filozófus (bemutató: 2011. október 8.) Katona József Színház
- Kutyaszorítóban: (bemutató: 2011. augusztus 19.) 011-Alkotócsoport
- Gustave Flaubert: Dilettánsok (bemutató: 2011. április 29.) Katona József Színház
- Ágytörténetek (bemutató: 2011. április 2.) Ódry Színpad
- Pengeél (bemutató: 2011.02.12.) Ódry Színpad
- Nádas Péter: Szirének (bemutató: 2011. január 29.) Kamra előadása
- Georges Feydeau: A hülye (bemutató: 2010) Ódry Színpad
- Bertold Brecht: Félelem és macskajaj a harmadik Birodalomban (bemutató: 2010.11.20.) Ódry Szín.
- Vladgyimir Preszyakov: Cserenadrág (bemutató: 2010. október 31.) TÁP Színház
- Dorota Maslowska: Két lengyelül beszélő román (bemutató: 2010.10.14.) Kamra előadása
- Vaszilij Szigarjev: Gyurma (bemutató. 2010. május 28.) Ódry Színpad
- Pierre de Marivaux: A szerelem diadala (bemutató: 2010. április 23.) Katona J. Színház
- Martin McDonagh: McDonagh gyakorlatok (bemutató: 2010) Ódry Színpad
- Varró Dániel: Túl a Maszat hegyen (bemutató: 2009. október 7.) Ódry színpad

## Filmjei
- Emma és a halálfejes lepke (2024) – Marika
- Larry (2022) – zsűritag
- A játszma (2022) – Disszidens művész felesége
- A legjobb tudomásom szerint (magyar filmdráma, 2021) – pszichológus
- Spirál (magyar filmdráma, 2021) – Nóra
- The Glass Room (cseh filmdráma, 2019) – Kata
- Drakulics elvtárs (magyar vígjáték, 2018) – Ibolya
- Hamlet 360 (magyar kisjátékfilm, 2017)
- Testről és lélekről (magyar játékfilm, 2017) – Mária
- Minden vonal (magyar kisjátékfilm, 2017) - Magdi
- Az éjszakám a nappalod (2015) – Schwartzné
- Swing (magyar romantikus vígjáték, 2014) – Szandra
- A telep (vizsgafilm, BKF, 2014) – Éva
- Kimenő (magyar kisjátékfilm, 2014) - Orsi
- A rajzoló (magyar tévéfilm, 2013) – Melinda
- Coming out (magyar vígjáték, 2013) – Fruzsina
- Berosált a rezesbanda (2013) – tanárnő
- Mélylevegő (magyar kisjátékfilm, 2012) - diver
- 069 (magyar kisjátékfilm, 2012) - Girl
- Sátántangó (szlovákiai magyar kisjátékfilm, 2012)

## Sorozatszerepei
- Mellékhatás (magyar sorozat, 2020-2023) - Dr. Széphelyi-Illés Berta
- Terápia (televíziós sorozat): 3. évad, 2017. (Júlia)
- Hacktion: Újratöltve (magyar tévéfilmsorozat, 2013-2014) 22 epizód - Hollósi Alexa
- Munkaügyek (magyar tévéfilmsorozat, 2012, 2014) 2 epizód - Éva, Natasa
- Átok (televíziós sorozat, 2011-2012) 3 epizód - Ancsa
- Fla5h (televíziós sorozat, 2011) 1 epizód - Roommate's daughter-in-law
- Hajónapló (televíziós sorozat, 2009) 1 epizód - Banki recepciós lány
- Renitens (magyar sorozat, 2026)- Somos Renáta

## Díjai és kitüntetései
- Európai Filmdíj - legjobb európai színésznő (2017) - Testről és lélekről[11]
- Magyar Filmdíj - legjobb női főszereplő (2018) - Testről és lélekről
- Jászai Mari-díj (2018)
- Magyar Filmkritikusok Díja – Legjobb női alakítás díja (2018)